# 関克己
関 克己 (せき かつみ、1953年〈昭和28年〉12月21日 - ) は、日本の建設・国土交通技官。北海道開発局長、北海道局長、河川局長、水管理・国土保全局長を歴任。瑞宝中綬章受章。

## 経歴
長野県出身。1978年3月 京都大学大学院工学研究科土木工学専攻修了。同年4月 建設省採用、北海道開発庁北海道開発局石狩川開発建設部、1980年4月 同石狩川開発建設部札幌河川事務所第1工務課計画係長、1986年4月 同省関東地方建設局 (現・関東地方整備局) 河川部河川調整課長、同年9月 ESCAP (マニラ) 派遣、1988年10月 同省河川局治水課長補佐、1990年 (平成2年) 7月 中部地方建設局 (現・中部地方整備局) 庄内川工事事務所長、1992年4月 リバーフロント研究所研究第二部主任研究員、1995年4月 同省河川局河川計画課建設専門官、1997年7月 同局治水課沿川整備対策官、1998年4月 同大臣官房付、2000年4月 内閣審議官、2001年1月 内閣官房内閣参事官(内閣官房副長官補付)、同年4月 国土交通省北陸地方整備局河川部長、2004年7月 同総合政策局建設施工企画課長、2005年4月 同河川局治水課長、2007年11月 同国土地理院参事官、2008年7月 同大臣官房技術審議官(大臣官房)、2009年7月 鈴木英一の後任として北海道開発局長、2010年8月 同職を高松泰と交代し奥平聖の後任として北海道局長、2011年1月 同職を青山俊行と交代し佐藤直良の後任として河川局長、同年7月 改組により水管理・国土保全局長、2013年4月 復興庁参与。環境省参与、公益財団法人河川財団理事長、河川財団水管理研究所長。

## 栄典
- 2024年春の叙勲で国土交通行政事務功労により瑞宝中綬章を受章[8]